# Diaochan
Diaochan (貂蝉) foi uma das Quatro Belezas da China Antiga, sendo responsável por fazer o guerreiro Lü Bu trair e matar seu pai adotivo, o tirânico senhor de guerra Dong Zhuo. Ela fez o que nenhum outro herói da China foi capaz de realizar, pôr fim ao regime de terror de Dong Zhuo e o eventual fim de Lu Bu; colocando em movimento os eventos que levariam à formação dos três reinos: Cao Wei, Wu oriental e Shu Han.
Ela é mais conhecida por seu papel em "Romance dos Três Reinos", um romance histórico do século XVI que romantiza os eventos no final da dinastia Han Oriental e no período dos Três Reinos. Registros históricos chineses indicam que Lü Bu teve um caso secreto com uma das criadas de Dong Zhuo e ele constantemente temia que Dong Zhuo descobrisse. Esta foi uma das razões pelas quais ele traiu e assassinou Dong Zhuo em 192. O nome da empregada não foi registrado na história, no entanto. Acredita-se que o nome "Diaochan", que significa literalmente "cigarra zibelina", tenha derivado das caudas de zibelina e decorações de jade em forma de cigarras que adornavam os chapéus dos altos funcionários da dinastia Han oriental.